# Schloss Nelahozeves

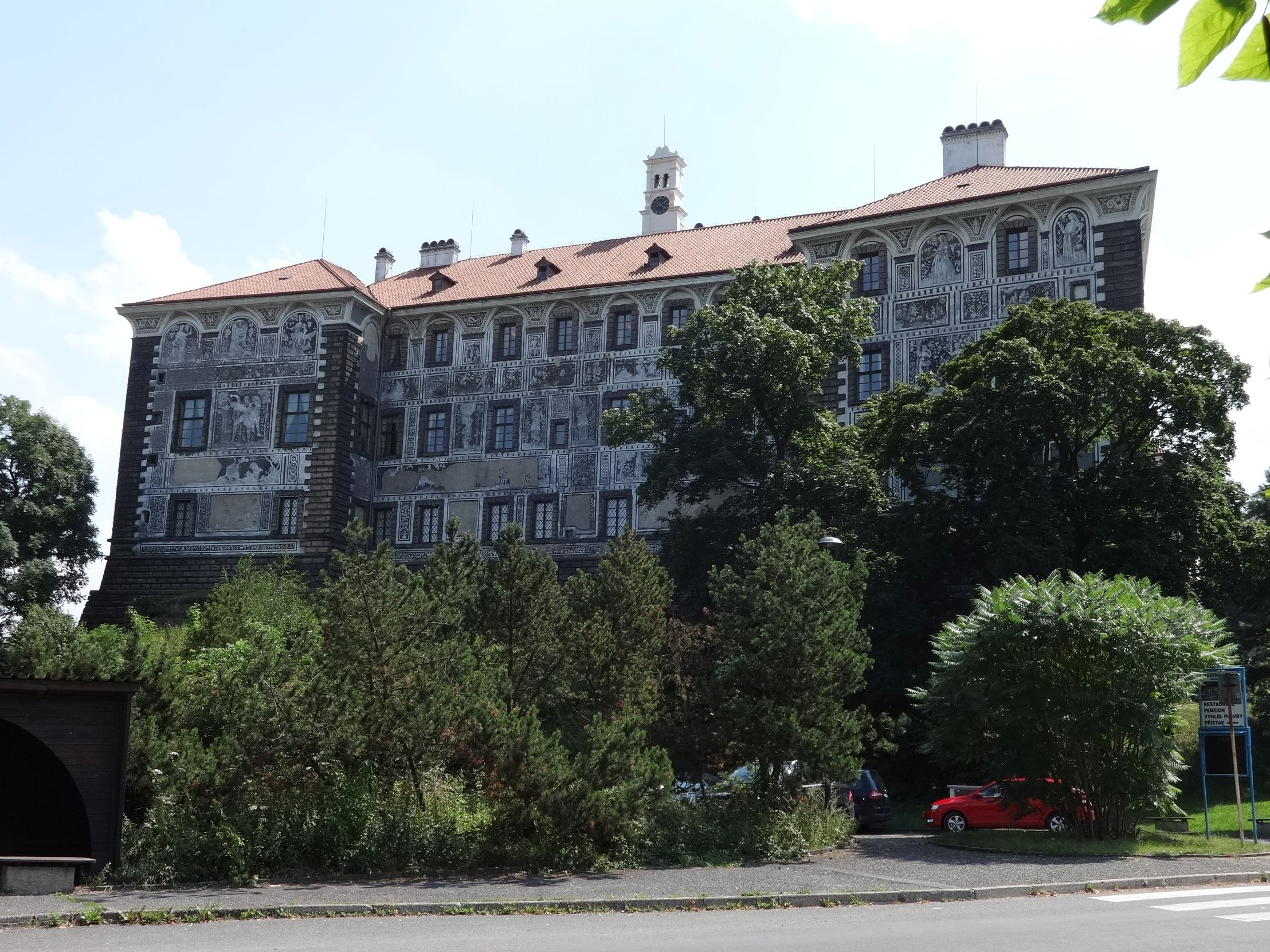
Nordfassade

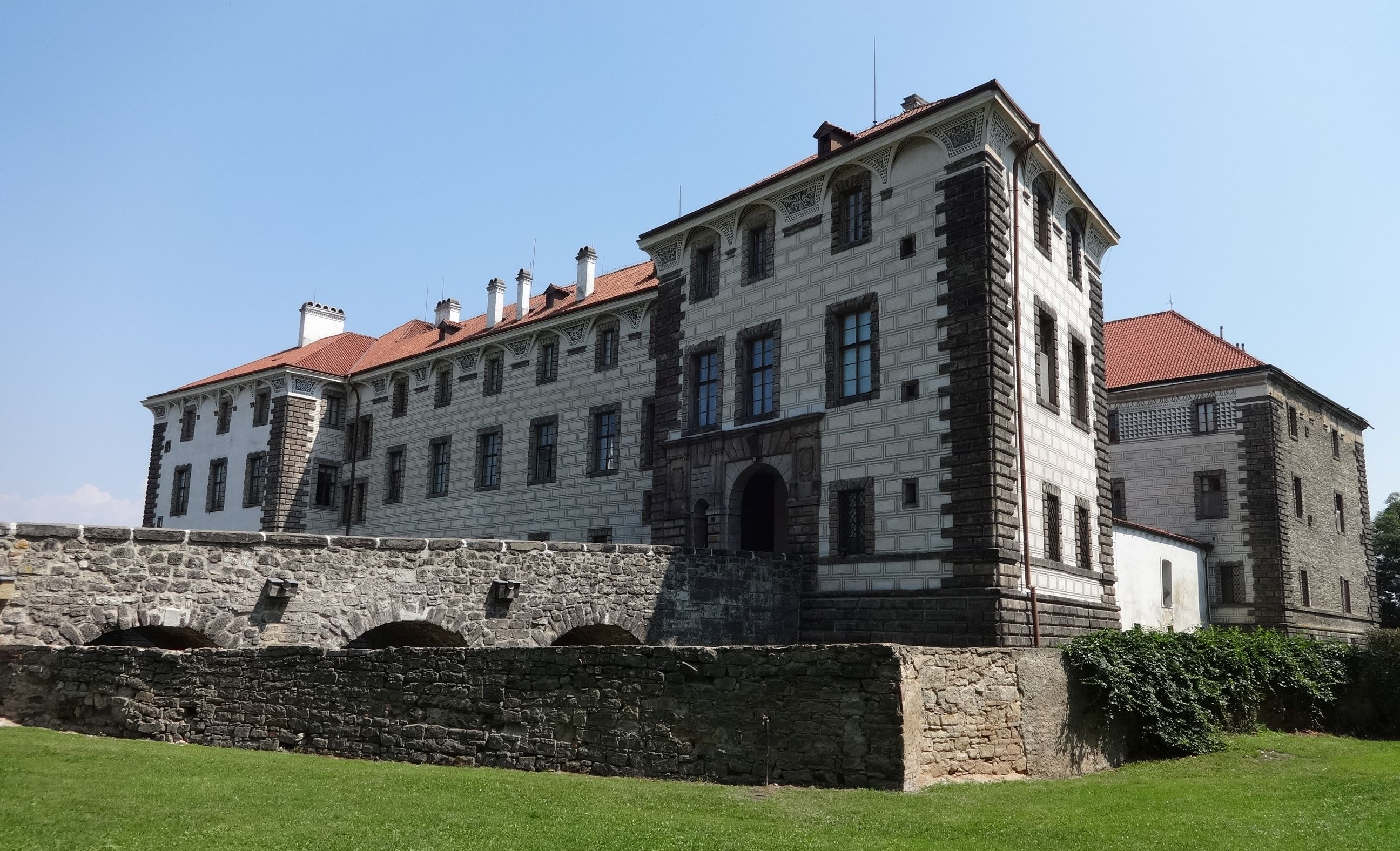
Südwest-Ecke

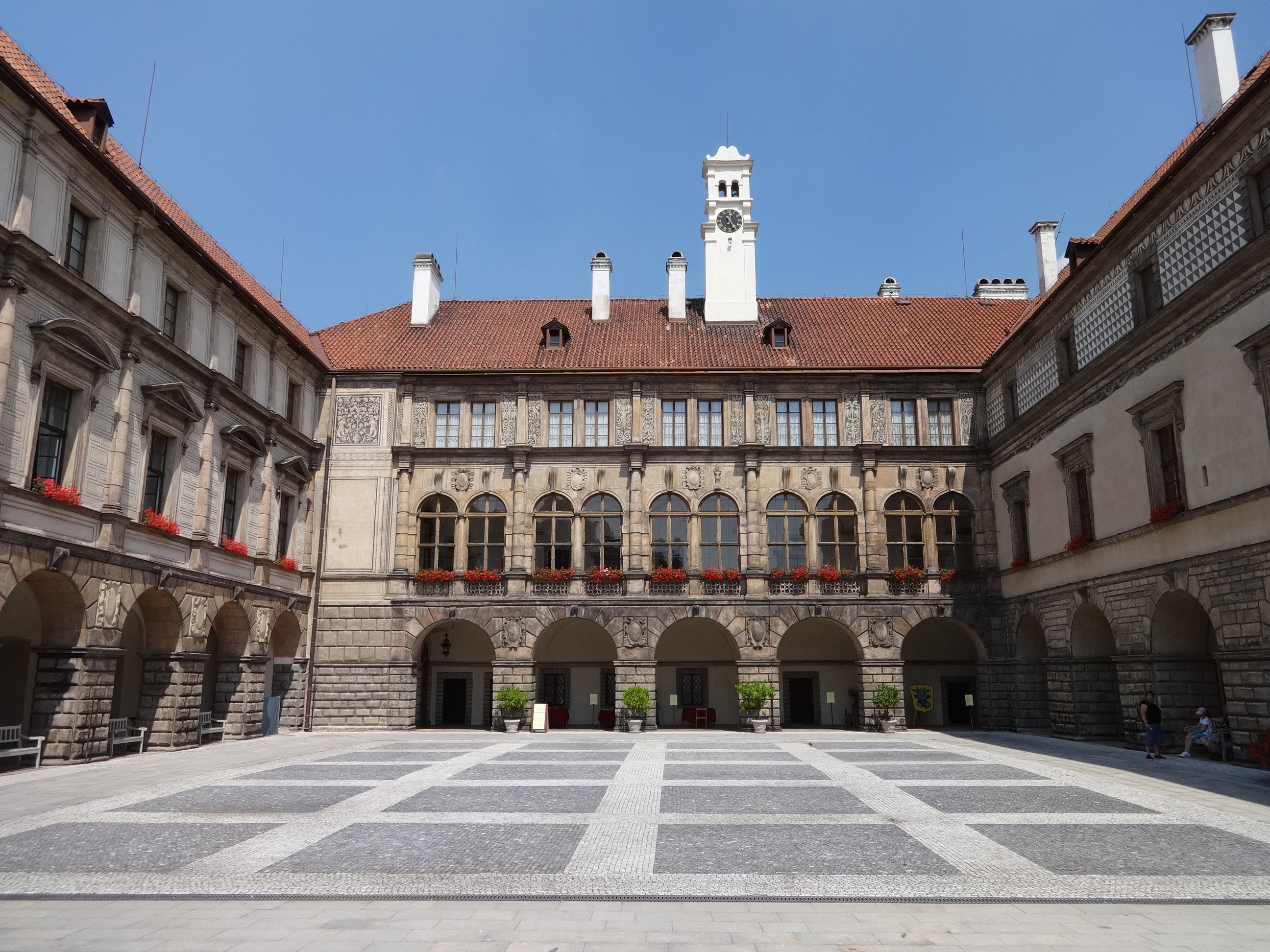
Innenhof

Das im 16. Jahrhundert errichtete Schloss Nelahozeves (tschech. zámek Nelahozeves, deutsch Schloss Mühlhausen) zählt zu den bedeutendsten Objekten der Spätrenaissance in Böhmen. Es befindet sich etwa 25 km nördlich von Prag in Nelahozeves und erhebt sich auf einem Felsen über der Moldau.

## Geschichte
Der Bau des Schlosses wurde von Florian Griespek von Griespach im Jahr 1553 begonnen. Griespach war zu dieser Zeit Berater des böhmischen Königs Ferdinand I. und hatte bereits 1544 das Dorf Nelahozeves und umliegende Ländereien erworben. Die Lage nahe der Residenz in Prag war wahrscheinlich ausschlaggebend für die Anlage des Schlosses. Der Bau wurde aber durch Griespachs Tod 1588 unterbrochen und erst von seinem Sohn Blasius Griespek von Griespach bis 1614 fortgeführt. Eine Nichte von Florian Griespeck von Griespach verkaufte die dreiflügelige Anlage 1623 an Polyxena von Lobkowicz. Seitdem befindet sich das Schloss, mit Ausnahme der Jahre 1950 bis 1993, im Besitz der Familie von Lobkowitz. Das frisch erworbene Schloss wurde im Dreißigjährigen Krieg von marodierenden Truppen mehrmals zerstört. Nach Kriegsende begann der Sohn von Polyxena, Prinz Wenzel Eusebius von Lobkowicz, mit dem Wiederaufbau. Kleinere Schönheitsreparaturen fanden in den 1860er Jahren statt. 1876 arbeitete Franz Riedl einen Plan zum Schlossumbau im Stil der Neorenaissance aus. Dieser Plan wurde aber nie umgesetzt.
Nach der 1950 erfolgten Enteignung wurde das Schloss mit all seinem Inventar 1993 wieder an das Fürstenhaus Lobkowitz übergeben. Derzeitiger (2006) Besitzer ist William von Lobkowitz, dem auch die Burg Střekov (Schreckenstein bei Aussig) gehört.

## Heutige Nutzung
Schloss Nelahozeves gilt heute als architektonisches Juwel in Böhmen. Die Renaissance-Fassade mit figuraler Sgraffito-Ausschmückung blieb nahezu in ihrer ursprünglichen Form bis heute erhalten. Dasselbe gilt auch für einige der Innenräume. Im Schloss befindet sich eine 1997 von Václav Havel eröffnete Dauerausstellung von Stücken der Lobkowitzschen Privatsammlung, die ursprünglich in Roudnice nad Labem lagerten. Diese Sammlung zählt zu den ältesten und bedeutendsten Privatsammlungen böhmischer und mitteleuropäischer Kunst in Europa. Sie umfasst neben prächtigen Möbeln, mittelalterlichen Reliquiaren und Kirchengegenständen Kunststücke aus Silber und Porzellan, eine Waffensammlung und eine Sammlung alter Musikinstrumente (Amati, Stradivari, Steinergeigen, Stolz Steiner-Bassgeige). Glanzstücke der Ausstellung sind die Lobkowitz-Bibliothek und die Gemäldesammlung.
Zwischen März und Oktober werden regelmäßig Führungen durch das Schloss angeboten, die bei ausreichender Nachfrage auch auf Deutsch oder Englisch stattfinden können.

### Die Lobkowitz-Bibliothek
Die Lobkowitz-Bibliothek gilt als eine der reichhaltigsten und größten Büchersammlungen Alt-Böhmens. Sie ist zugleich eine der bedeutendsten Privatbibliotheken Europas. Grundstein der Bibliothek war die Büchersammlung von Bohuslav Felix von Lobkowitz und Hassenstein, einem bedeutenden böhmischen Humanisten und Schriftsteller. Ihr Bestand umfasst heute etwa 65.000 Bände, die der tschechische Staat 1993 an die Familie zurückgab, nachdem die teils unersetzlichen Bücher nach 1945 für mehr als 40 Jahre in verschiedenen Depots nur in Kisten untergebracht waren. Bedeutendstes Exemplar der Sammlung ist ein wahrscheinlich aus Südengland stammendes Evangeliar aus dem 10. Jahrhundert. Zur Bibliothek gehört auch ein 4.000 Stücke umfassendes Musikarchiv. Dieses Archiv beherbergt auch Handschriften von Wolfgang Amadeus Mozart und insbesondere Ludwig van Beethoven. Der siebente Fürst Lobkowitz, Joseph Franz Maximilian Lobkowitz, war einer der großen Gönner Beethovens. Dieser widmete einen Teil seines Werkes der Familie Lobkowicz.

### Die Gemäldesammlung
Die Gemäldesammlung stellt den wertvollsten Teil der Lobkowitzschen Sammlung dar. Sie umfasst u. a. Werke von Lucas Cranach d. Ä., Pieter Brueghel d. Ä. (Die Heuernte (1565)), Pieter Brueghel d. J., Paolo Veronese, Peter Paul Rubens (Die Göttin Hygieia (1615)), Diego Velázquez (Porträt der Infantin Margarete (1653)) und Bernardo Bellotto. Gezeigt werden auch die sogenannten spanischen Porträts vom Ende des 16. und Anfang des 17. Jahrhunderts, eine Porträtsammlung von Adelsfamilien und Mitgliedern des Hauses Habsburg.